# Dương Trung Quốc

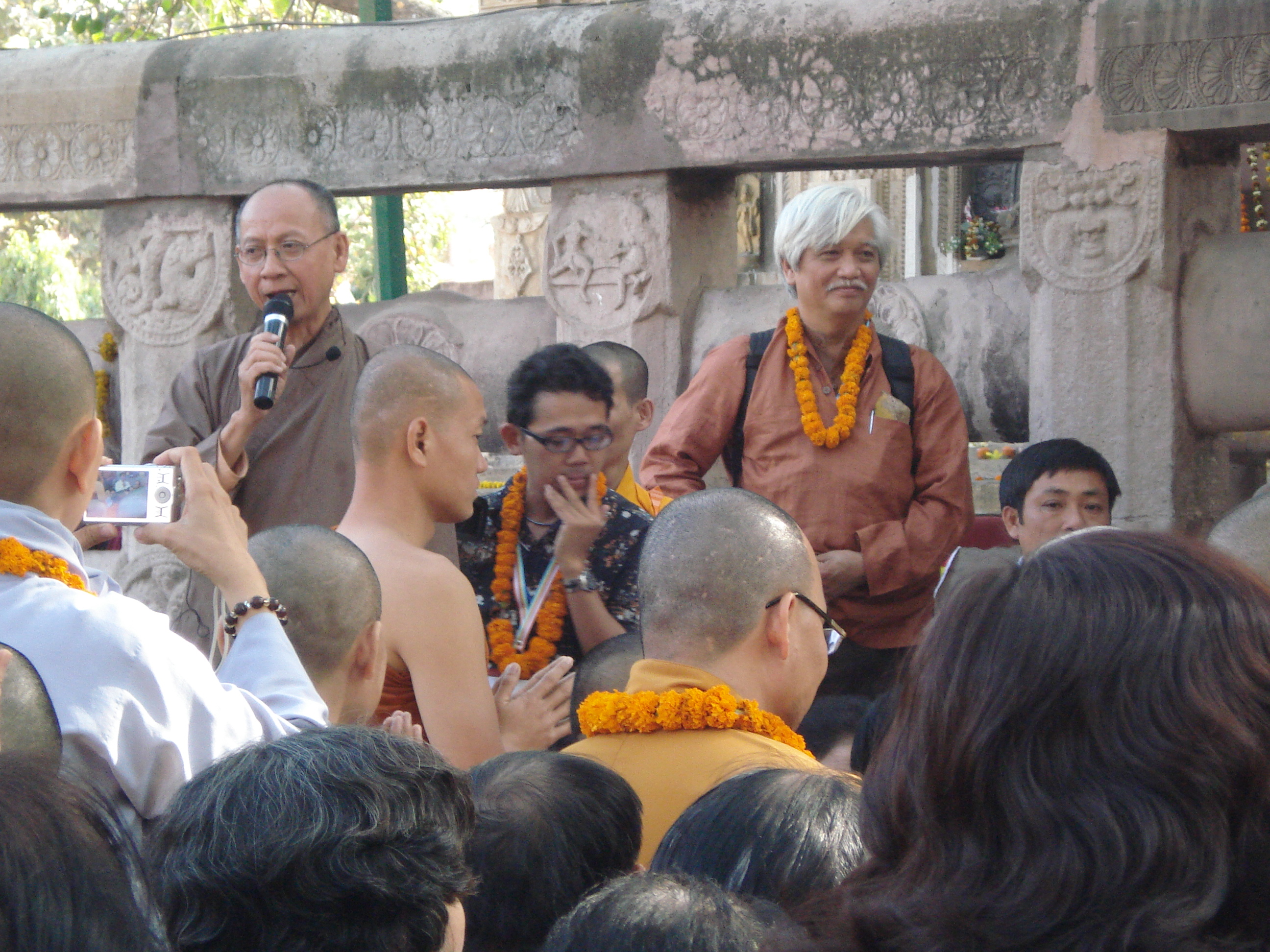
Tham gia Đoàn Cung nghinh Xá lợi Phật Lễ dưới chân gốc cây bồ đề tại Bồ Đề Đạo tràng Gaya ở Ấn Độ, ngày 3 tháng 3 năm 2010.

Dương Trung Quốc (sinh ngày 2 tháng 6 năm 1947) là nhà nghiên cứu lịch sử và chính trị gia người Việt Nam. Ông từng là đại biểu Quốc hội Việt Nam khóa XIV thuộc đoàn đại biểu tỉnh Đồng Nai (một trong 21 người ngoài Đảng Cộng sản Việt Nam trúng cử). Năm 2016, ông là ứng cử viên đại biểu Quốc hội do Mặt trận Tổ quốc Việt Nam giới thiệu ứng cử. Ông Dương Trung Quốc nổi tiếng vì những phát biểu thẳng thắn của mình trong các kỳ họp quốc hội. Ông có bằng cử nhân chuyên ngành lịch sử, là Tổng thư ký Hội Khoa học Lịch sử Việt Nam, Tổng Biên tập tạp chí Xưa & Nay và chủ tịch Hiệp hội Câu lạc bộ UNESCO Hà Nội. Ông là đại biểu Quốc hội thâm niên của Việt Nam qua bốn khóa XI, XII, XIII, XIV thuộc đoàn đại biểu tỉnh Đồng Nai.

## Xuất thân
Ông nội ông là ông Dương Trung Giao quê quán xã Bình Thắng, huyện Bình Đại, tỉnh Bến Tre – chủ hãng nước mắm Liên Thành, là người duy tân, làm kinh tế để nuôi chí. Hãng Liên Thành bảo trợ cho trường Dục Thanh ở Phan Thiết nơi Nguyễn Tất Thành dạy học. Ra Hà Nội, ông Giao mua ngôi nhà 27 Hàng Đường từ năm 1917, lấy vợ là Nguyễn Thị Hợi (1886 – 1968), người Ngọc Thụy, Hà Nội. Họ chỉ có một con duy nhất tên là Dương Trung Hậu (cha của Dương Trung Quốc).
Ông Dương Trung Hậu lấy vợ là bà Nguyễn Thị Bảy, một người Hà Nội, sinh năm 1925, con gái chủ hàng rượu Vĩnh Phương (nhà máy rượu Gia Lâm). Bà Bảy có một em trai tên Bính, lấy vợ Pháp và định cư ở Pháp. Tại Hà Nội, ông Dương Trung Hậu và bà Nguyễn Thị Bảy sinh được ba người con trai Hiệp (sinh năm 1943), Mạnh (sinh năm 1945), Dương Trung Quốc (sinh ngày 2 tháng 6 năm 1947). Cha Dương Trung Quốc qua đời năm 1947 (liệt sĩ) khi ông còn trong bụng mẹ.

## Giáo dục
- Giáo dục phổ thông: 10/10[8]
- Cử nhân sử học[8]
- Trung cấp lí luận chính trị[8]
- Ông thông thạo tiếng Pháp và tiếng Anh[7]

## Sự nghiệp

### Đại biểu Quốc hội Việt Nam khóa XIV nhiệm kì 2016-2021

#### Phản đối Quy định giao đất 99 năm cho nhà đầu tư
Ngày 28 tháng 5 năm 2018, tại kì họp thứ 5 Quốc hội khóa 14, khi thảo luận về Dự thảo Luật đơn vị hành chính kinh tế đặc biệt Vân Đồn, Bắc Vân Phong, Phú Quốc, ông cho rằng quy định giao đất 99 năm cho nhà đầu tư chỉ có lợi cho các nhà đầu tư bất động sản và các nhà đầu cơ đất. Các nhà đầu tư công nghệ cao không cần thuê đất 99 năm mà cần môi trường đầu tư sạch, hạ tầng tốt, giao dịch sòng phẳng, minh bạch.

#### Đề nghị Quốc hội công khai việc biểu quyết của Đại biểu
Ngày 13 tháng 6 năm 2018, Dương Trung Quốc trả lời phóng viên Vũ Viết Tuân của Báo VnExpress rằng ông là một trong 15 Đại biểu Quốc hội Việt Nam đã bấm nút không tán thành thông qua Luật An ninh mạng vào ngày 12 tháng 6 năm 2018 (cụ thể: trong số 466 đại biểu tham gia (tổng số đại biểu Quốc hội là 487, 21 đại biểu không tham gia biểu quyết), có 423 đại biểu tán thành (86,86%), 15 đại biểu không tán thành (3,08%), và 28 đại biểu không biểu quyết (5,75%)). Ông cũng cho rằng nên công khai đại biểu nào đã biểu quyết tán thành hay không tán thành.

### Cố vấn biên soạn cho các chương trình truyền hình
- Ai là triệu phú

## Đời tư
Ông lập gia đình với bà Nguyễn Thu Hằng (sinh năm 1950), em gái nhạc sĩ Nguyễn Cường. Ông bà có hai con gái, Thu Nga sinh năm 1975 và Thanh Huyền sinh năm 1979. Thu Nga có một con gái tên Phương Anh (sinh năm 2006). Thanh Huyền có hai con trai, Quốc Anh (sinh năm 2009) và Thành An (sinh năm 2011).

## Tác phẩm

### Viết riêng
- Lịch sử Đoàn Thanh Niên Cộng sản Hồ Chí Minh Và Phong Trào Thanh Niên Việt Nam, nhà xuất bản Thanh Niên, 4-2001.
- Việt Nam Những Sự Kiện Lịch sử (1919 - 1945), nhà xuất bản Giáo dục, 02-2005.

### Viết chung
- Phan Châu Trinh toàn tập, đồng tác giả Chương Thâu, Phan Thị Minh, nhà xuất bản Đà Nẵng, 03-2005.
- Hồ Chí Minh - Hiện Thân Của Văn Hóa Hòa Bình, đồng tác giả Đào Hùng, nhà xuất bản Văn hóa Sài Gòn, 6-2005.

## Phát ngôn
- Một vài cơ quan truyền thông nước ngoài hỏi tôi có nghĩ rằng mình là "đối lập" không? Tôi trả lời tôi chỉ cố là một tiếng nói "độc lập" để đóng góp cho lợi ích chung thôi.[11]
- Tại kỳ họp thứ 4, Quốc hội khóa XIII, ông Dương Trung Quốc đã đưa ra hai câu hỏi chất vấn Thủ tướng Nguyễn Tấn Dũng: Một là, "Thủ tướng nghĩ gì về ý kiến cho rằng mình đã nặng trách nhiệm với Đảng mà nhẹ trách nhiệm với dân". Hai là, "Thủ tướng có tán thành sẽ khởi đầu cho một sự tiến bộ của Chính phủ, hướng tới một văn hóa từ chức để từng bước đoạn tuyệt với lời xin lỗi hay không?"[12]

## Nhận xét
Trong một cuộc phỏng vấn với đài BBC vào ngày 19 tháng 2 năm 2016 về vấn đề bầu cử Quốc hội, ông Dương Trung Quốc cho là việc "đảng cử dân bầu" là vấn đề cần phải thay đổi, để phát huy dân chủ một cách rộng lớn hơn, lấy lại lòng tin của người dân, mà vẫn thờ ơ đưa tới những hiện tượng như bỏ phiếu hộ...